# Moto Guzzi Turismo
La Turismo è una motocicletta italiana, dotata di propulsore a due tempi, prodotta dalla Moto Guzzi dal 1975 e prodotti in varie versioni fino al 1981.

## Descrizione
La moto nasce per sostituire lo Stornello, risalente (nella sua prima versione) alla fine degli anni '50. Diversamente dall'antenato, il motore è un due tempi di origine Benelli (anziché un quattro tempi costruito a Mandello del Lario), ma sempre monocilindrico. Rispetto alla 2C sempre della Moto Guzzi, ha i cerchi in acciaio cromato a raggi e non a razze, il manubrio più alto, un impianto frenante più piccolo, con la pinza del freno anteriore posta anteriormente alla forcella e con pinza a pistoncini contrapposti. Non ha carenatura.